# Terminal de Ómnibus Tietê

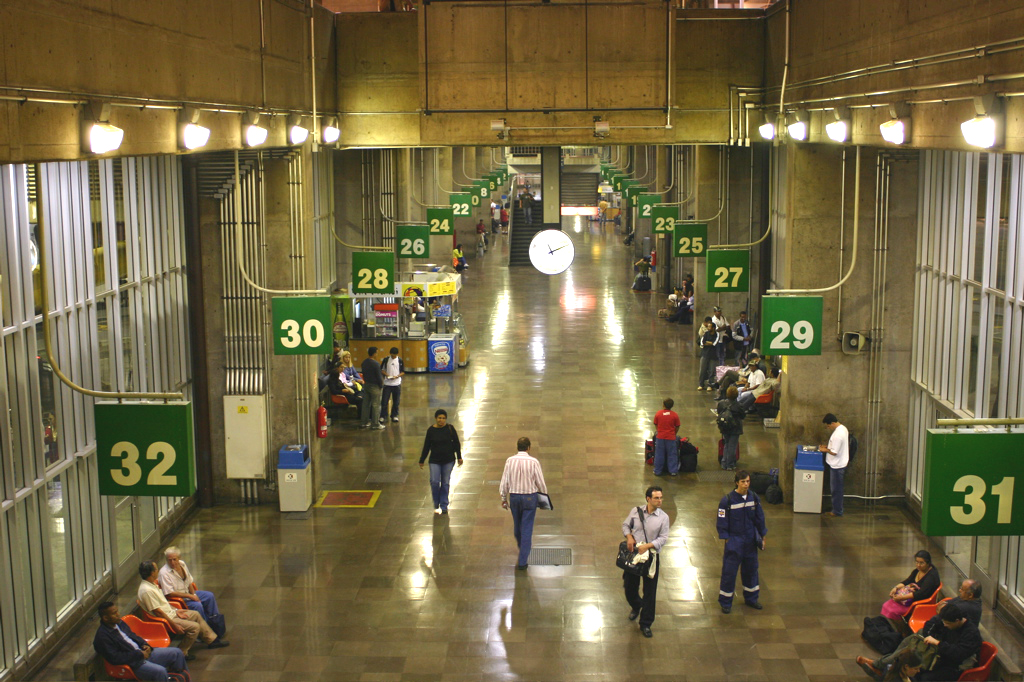
Plataformas de embarque.

La Terminal de Ómnibus Tietê (en portugués Terminal Rodoviário Tietê, oficialmente Terminal Rodoviário Governador Carvalho Pinto) es la terminal de ómnibus más grande de América Latina y la segunda más grande del mundo, atrás de la de Nueva York.
Localizada en la ciudad de São Paulo, fue inaugurada el 9 de mayo de 1982, al final de la gestión del gobernador Paulo Maluf. Se encuentra en la avenida Cruzeiro do Sul, en el barrio de Santana, zona nordeste de la capital paulista. Tiene conexión con la Estación Portuguesa-Tietê del metro de São Paulo.

## Características
Comprende un área de 120 mil metros cuadrados, siendo 54.480 metros cuadrados de área construida. La terminal funciona durante las 24 horas del día y da servicio a 21 estados brasileños; siete regiones (norte, nordeste y sur del país, interior y litoral norte del Estado de São Paulo, litoral fluminense y litoral de Espírito Santo; y cinco países: Argentina, Chile, Paraguay, Perú y Uruguay.
Cuenta con 65 empresas de ómnibus, 135 boleterías, y 304 líneas de ómnibus, que atienden la demanda de 1.010 ciudades. Para ello, existen 70 plataformas de embarque y 19 de desembarque. En días de mayor movimiento, de acuerdo con la necesidad, esas plataformas puede cumplir la función contraria. Los ómnibus también cuentan con un estacionamiento de espera, que tiene capacidad para 70 vehículos. De la terminal también parte una línea especial hacia el Aeropuerto Internacional de São Paulo-Guarulhos, el Airport Bus Service

## Historia
Con el gran crecimiento económico fruto de la industrialización que experimentó el estado de São Paulo, principalmente a partir de la década de 1930, la capital paulista pasó a recibir brasileños de diferentes partes del país debido al éxodo rural, especialmente de la Región Nordeste. En esa época, la ciudad de São Paulo tenía una gran necesidad de un sistema de transporte por carretera para satisfacer la gran demanda; Los primeros servicios de autobuses interurbanos que sirvieron a la ciudad surgieron en la década de 1920, durante la época del entonces presidente del estado Washington Luís. Las empresas que ofrecían estos viajes consistían en una estructura extremadamente básica, con algunas de estas líneas saliendo de varios puntos del centro de la ciudad como Avenida Ipiranga, Avenida Cásper Líbero, Brás, Luz y Pinheiros. Los autobuses paraban en la calle y el embarque y desembarque se producía allí mismo, como si se tratara de líneas urbanas.